# Malesherbia turbinea
Malesherbia turbinea är en passionsblomsväxtart som beskrevs av Macbride. Malesherbia turbinea ingår i släktet Malesherbia och familjen passionsblomsväxter. Inga underarter finns listade i Catalogue of Life.